# Carl Magnus Fürst

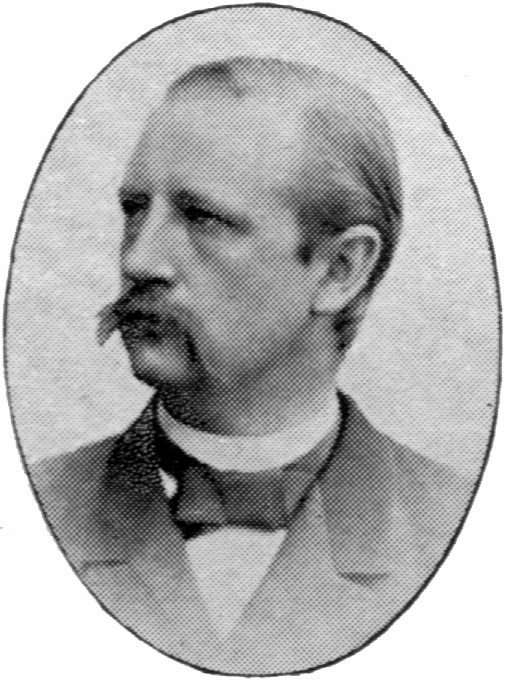
Carl Magnus Fürst um 1896

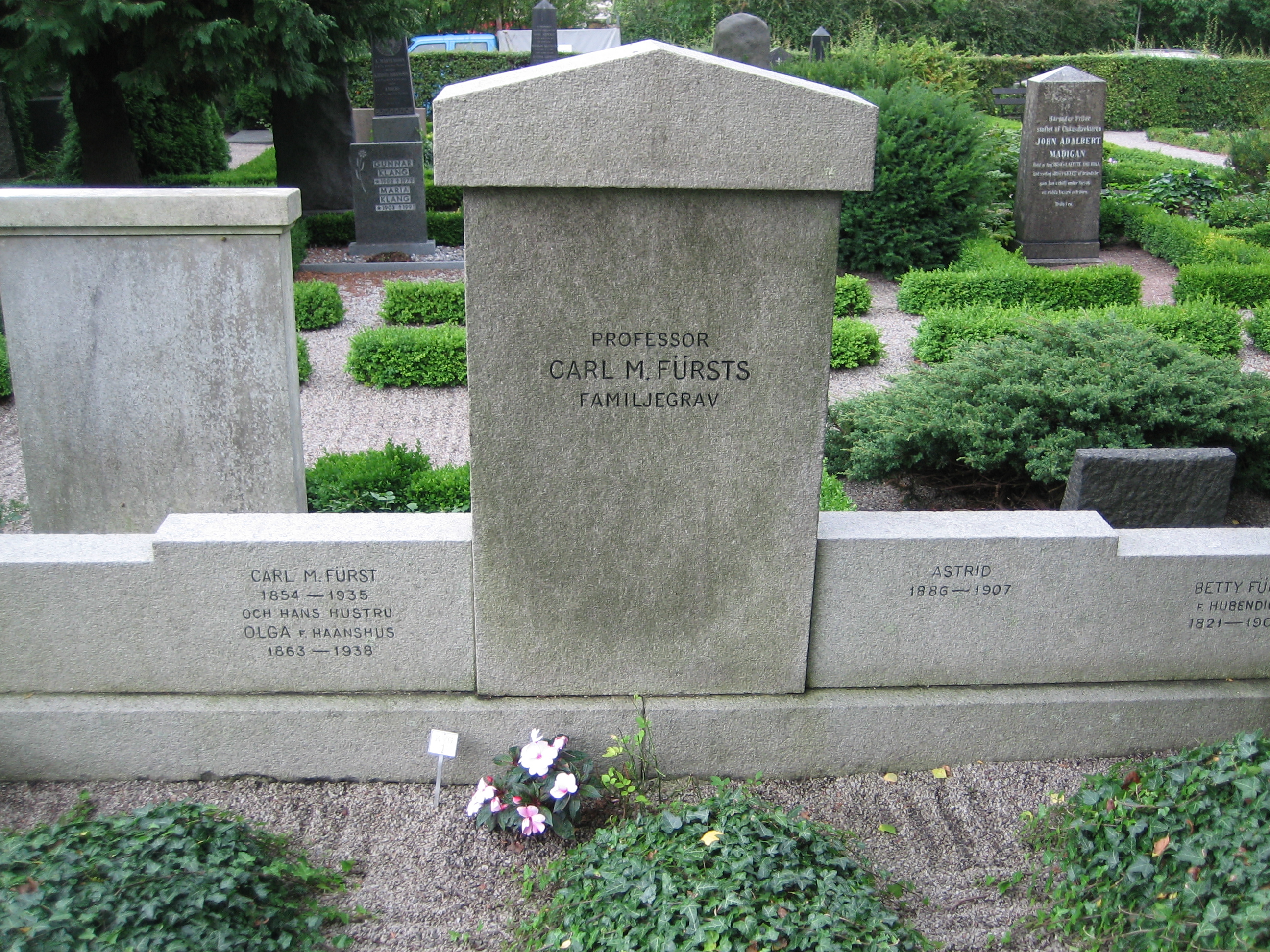
Das Familiengrab der Fürsts in Lund.

Carl Magnus Fürst (* 14. Dezember 1854 in Karlskrona; † 12. April 1935 in Lund) war ein schwedischer Mediziner und Professor an der Universität Lund. Fürst war eine treibende Kraft in der schwedischen Rassenkunde und an der Bildung des Staatlichen Instituts für Rassenbiologie beteiligt.

## Leben und Wirken
Carl Magnus Fürst wurde 1874 an der Universität Uppsala immatrikuliert, wo er Medizin studierte. 1882 legte er an der Universität Stockholm das Kandidatexamen und an der Universität Lund 1879 das Lizenziat ab. 1887 schloss Fürst dort das Studium als Doktor der Medizin ab und wurde 1888 zum außerordentlichen Professor der Anatomie und Histologie ernannt.
Von 1904 bis 1919 war Fürst ordentlicher Professor am Anatomischen Institut in Lund. Ein Kollege Fürsts am Anatomischen Institut in Lund war Professor Ivar Broman, 1937 ein Mitbegründer der nationalistischen Reichsvereinigung Schweden-Deutschland. Gaston Backmann, ein Schüler Fürsts und späterer Professor für Anatomie in Lund, war ebenfalls in der Reichsvereinigung aktiv. Unter den wissenschaftlichen Arbeiten Fürsts fanden sich: Ein Beitrag zur Kenntniss der Scheide der Nervenfasern (In: „Morphologische Arbeiten“, Band 6, 1896), Der Musculus Popliteus und seine Sehne (In: Fysiografiska sällskapets handlingar, 1903), Zur Kenntniss der Histogenese und des Wachsthums der Retina (ibid., 1904).
Daneben betrieb Fürst Studien in Ethnografie und Anthropologie. So gab er zusammen mit Gustaf Retzius die Arbeit Anthropologia suecica. Beiträge zur Anthropologie der Schweden (1902; von der Königlich Schwedischen Akademie der Wissenschaften ausgezeichnet) heraus, die sich auf die anthropologischen Untersuchungen von 44.939 21-jährigen Wehrpflichtigen stützte. In Skandinaviska Nordens ur-invånare wies Fürst die These Sven Nilssons zurück, die Vorfahren der Schweden seien Samen.
Fürst wurde 1890 Mitglied der Königlich Physiografischen Gesellschaft in Lund, 1908 der Königlich Schwedischen Gelehrsamkeits-, Geschichts- und Antiquitätenakademie sowie der Königlich Schwedischen Akademie der Wissenschaften. 1911 erhielt Fürst die Ehrendoktorwürde der medizinischen Fakultät der Universität Kristiania.
Fürst liegt auf dem Klosterfriedhof in Lund begraben.

## Wissenschaftliche Arbeiten (Auswahl)
- Zur Kraniologie der Schwedischen Steinzeit. 1912.
- Trepanerade svenska kranier från äldre tid. In: Lunds universitets årsskrift. 1913.
- Neolithische Schädel von der Insel Ösel. In: Baltische Studien zur Archäologie und Geschichte. 1914.
- Några nyfunna trepanerade svenska fornkranier. In: Fornvännen. 1917.
- När de döda vittna. 1920.
- Magnus Ladulås och Karl Knutssons gravar i Riddarholmskyrkan. 1921.